# 조상호 (1926년)
조상호(曺相鎬, 1926년 11월 29일~2007년 8월 25일)는 대한민국의 정치인이다. 1961년 5.16 군사정변 이후 박정희 대통령의 의전비서관이 되었고 14년간 의전을 책임졌다. 이후 노태우 정부에서 제6대 체육부장관직을 역임했다.

## 학력
- 조선대학교 행정학과
- 서울대학교 행정대학원 졸
- 명예법학박사 (단국대학교)

## 경력
- 대통령 의전수석 비서관
- 주 이태리 공화국 특명전권대사
- 대한체육회장 겸 대한 올림픽 위원회(KOC)위원장
- 88서울올림픽대회 조직위원회 부위원장 겸 사무총장
- 제10회 아시아 경기대회 조직위 위원장
- 체육부 장관
- 민주평화통일정책자문회의 체육청소년 분과 위원장
- 세계 한민족체전위원회 위원장
- 국민생활체육협의회 상임고문
- 2002년 월드컵 축구대회 조직위원회 집행위원

## 역대 선거 결과
| 실시년도 | 선거 | 대수 | 직책     | 선거구           | 정당       | 득표수 | 득표율      | 순위 | 당락 | 비고 |
| -------- | ---- | ---- | -------- | ---------------- | ---------- | ------ | ----------- | ---- | ---- | ---- |
| 1978년   | 총선 | 10대 | 국회의원 | 통일주체국민회의 | 유신정우회 |        | \| \| 0% \| | 지명 |      | 초선 |
|          | 0%   |      |          |                  |            |        |             |      |      |      |